# Marineoperationsschule

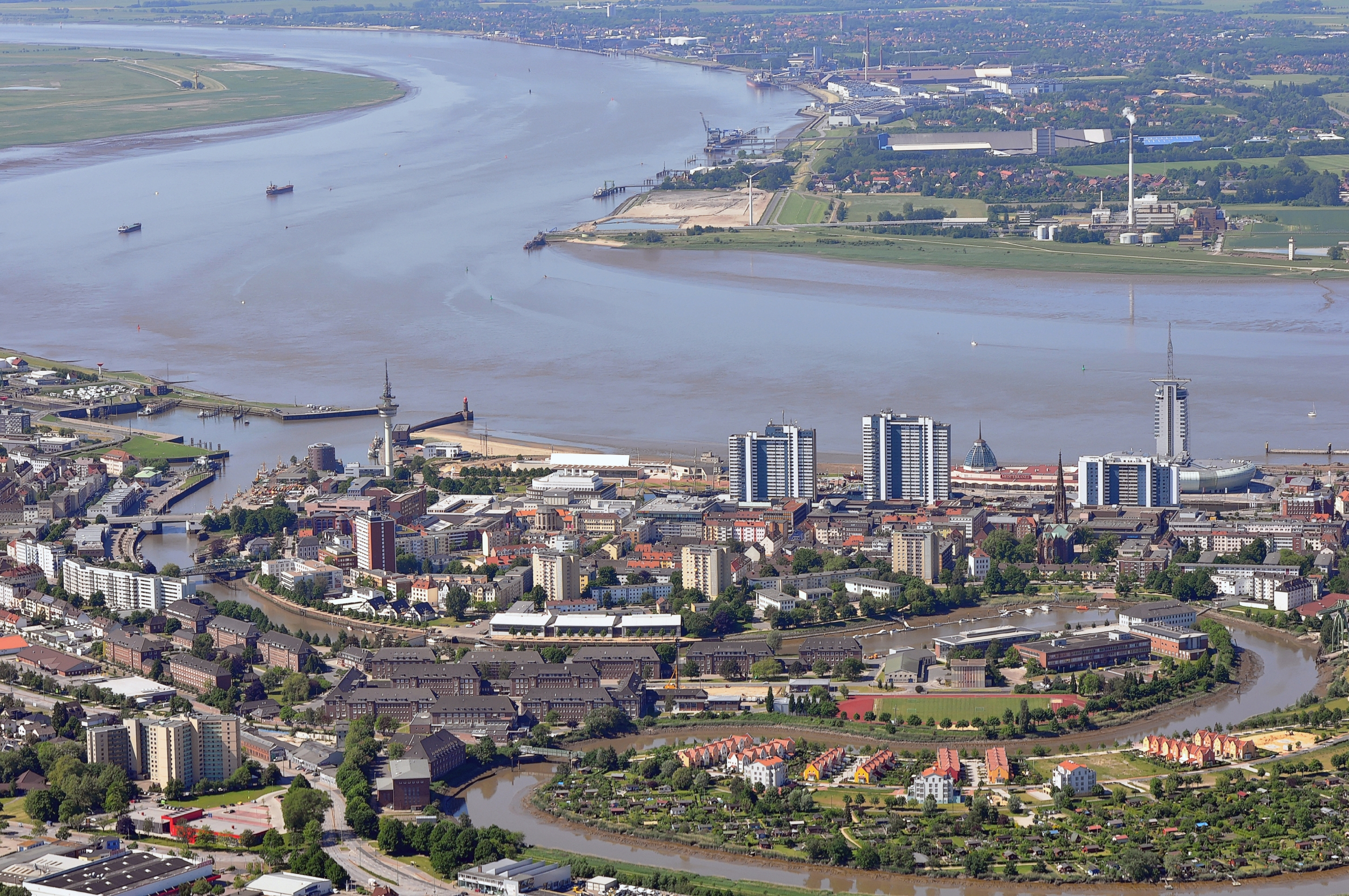
Gelände der MOS in der Geesteschleife

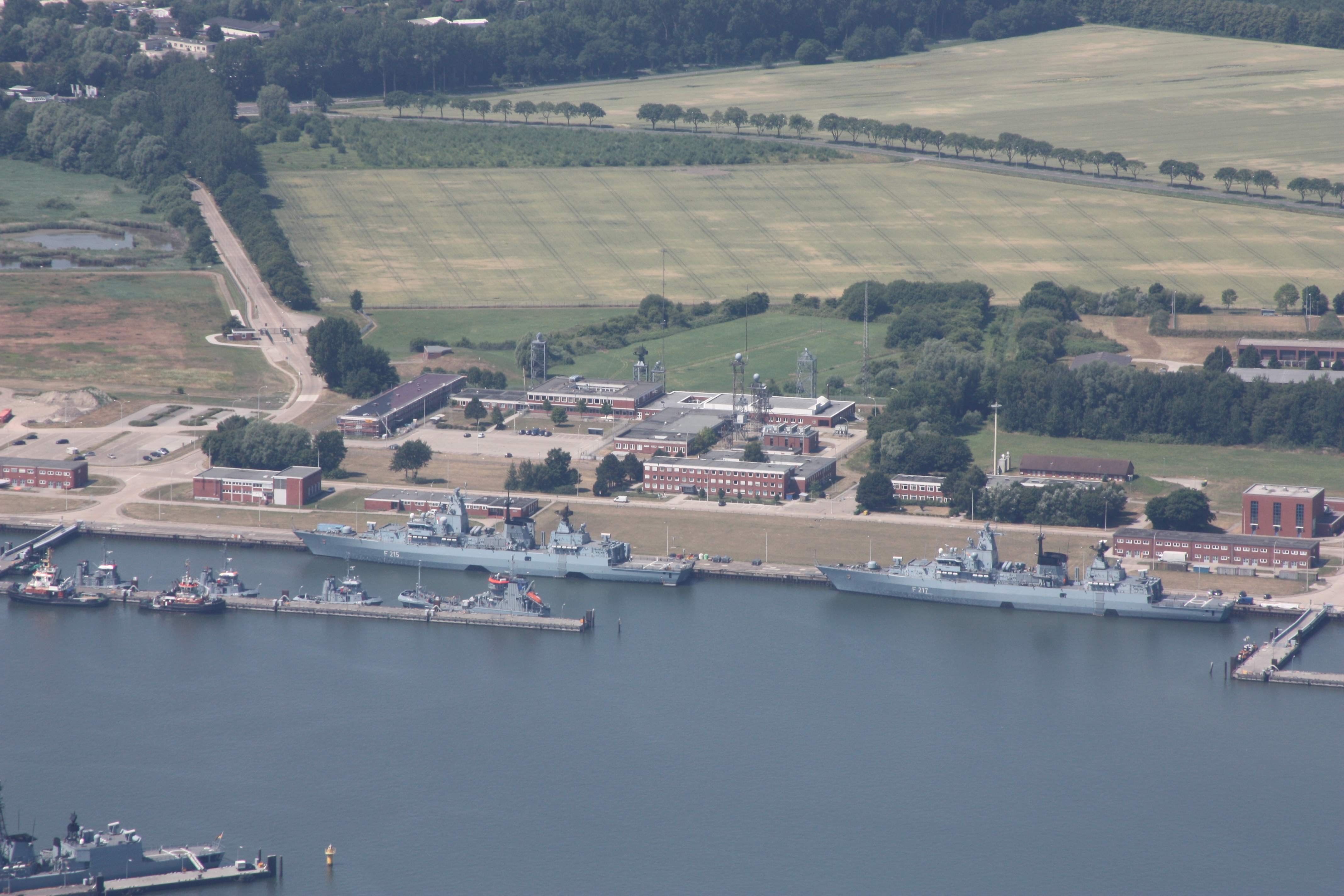
Die Gebäude der Lehrgruppe Systemausbildung im Marinestützpunkt Heppenser Groden in Wilhelmshaven

Die Marineoperationsschule (MOS), bis 1997 Marineortungsschule, ist die zentrale Ausbildungseinrichtung der deutschen Marine für Taktik, Navigation und Kommunikation mit Sitz in Bremerhaven und einer Lehrgruppe in Wilhelmshaven. Sie unterstand vom 1. Oktober 2012 bis zum 31. März 2020 dem Abteilungsleiter Personal, Ausbildung, Organisation im Marinekommando in Rostock. Seit 1. April 2020 ist sie dem Kommandeur Unterstützung im Marinekommando unterstellt.

## Geschichte

### Kasernenanlage
Die Kasernenanlage der späteren Marineoperationsschule wurde zwischen den Weltkriegen in der Geesteschleife auf dem Gelände der früheren Werft Joh. C. Tecklenborg im Bremerhavener Stadtteil Geestemünde erbaut. Nach dem Zweiten Weltkrieg wurde die Anlage von den US-Seestreitkräften in Deutschland genutzt. Ab 1952 wurden dort deutsche Angehörige der Labor Service Unit (B) ausgebildet. Die Bundesmarine übernahm die Ausbildungseinrichtungen 1956. Es entstanden zwei Schulen, die Technische Marineschule II (TMS II) mit einer Lehrgruppe und die Marineortungsschule als Vorläufer der späteren Marineoperationsschule.
Am 10. September 2024 wurde die Liegenschaft in Admiral Brommy Kaserne umbenannt. Die entsprechende Haltestelle für den öffentlichen Nahverkehr erhielt den neuen Namen zum Fahrplanwechsel im Januar 2025.

### Marineortungsschule
Ab April 1956 war der Fregattenkapitän Robert Kopp mit der Aufstellung der Schule beauftragt und wurde mit der Aufstellung mit der Wahrnehmung der Geschäfte beauftragt.
Die Marineortungsschule wurde am 15. Juli 1956 aufgestellt und unterstand zunächst dem Marinefernmeldekommando, das 1962 in Kommando des Marineführungsdienstes umbenannt wurde. Von 1965 bis zur Außerdienststellung unterstand sie dem Marineamt. Für die praktische Navigationsausbildung wurde der MOS 1957 ein ehemaliges Räumboot der Kriegsmarine mit dem Namen OT 1 zur Verfügung gestellt. An dessen Stelle trat 1959 die Schulfregatte Scheer, die der MOS bis zu ihrer Außerdienststellung 1967 unterstand.
Von 1973 bis 1982 verfügte die MOS neben ihrem Hauptsitz in Bremerhaven über eine Außenstelle im Knüppelholz in Drangstedt in einem ehemaligen Lazarettareal der Luftwaffe, in der sich die Lehrgruppe Grundausbildung, die Marinelehrkompanie für Verwendung im Ausland und die Schiffstammleitstelle Drangstedt befanden. Das Areal ist teilweise abgeräumt.
1975 wurde die Fachschule der Marine für Elektrotechnik als Teil der MOS eingerichtet.
Zum 30. September 1997 wurde die Marineortungsschule außer Dienst gestellt und zum 1. Oktober 1997 in neuer Organisation die Marineoperationsschule aufgestellt. Die neue Lehrgruppe C (Elektronikausbildung), vormals Marineortungsschule Lehrgruppe B, wurde im März 2000 an die Marinetechnikschule in Parow verlagert.

### Marineoperationsschule
Von ihrer Aufstellung bis zum 30. September 2012 unterstand die Schule dem Marienamt, ab dem 1. Oktober 2012 dem Marinekommando.
Am 1. Oktober 2012 wurde die Lehrgruppe (Lehrgruppe Systemausbildung Marine) des aufgelösten Kommandos Marineführungssysteme in Wilhelmshaven (Marinestützpunkt Heppenser Groden) der MOS unterstellt. Sie bleibt an ihrem bisherigen Dienstort.

## Gliederung
Die Marineoperationsschule ist in die Lehrgruppe A, die Lehrgruppe B und das Taktikzentrum der Marine (TZM) gegliedert. 
- Die Lehrgruppe A ist führt die fachliche Ausbildung der Offiziere und Unteroffiziere und die Sprachausbildung durch.
- In der Lehrgruppe B erhalten die Mannschaften der Verwendungsreihen Über- und Unterwasseroperationsdienst, Fernmelde- und Signalbetrieb, Elektronische Kampfführung und Navigation ihre kombinierte Grund- und Fachausbildung.
- Das Taktikzentrum der Marine besteht aus einem Verfahrenstrainer (VT) und dem „Taktik- und Verfahrenstrainer Marine“ (TVTM). Während im VT hauptsächlich Unteroffiziere ohne Portepee auf den praktischen Operationsdienst vorbereitet werden, dient der TVTM der Taktikausbildung der Offiziere. Unter anderem werden Offiziere von Stäben, Kommandanten und Command-Teams der Kriegsschiffe auf Einsätze und Übungen vorbereitet.

## Kommandeure
| Nr. | Name                                  | Beginn der Amtszeit | Ende der Amtszeit |
| --- | ------------------------------------- | ------------------- | ----------------- |
| 8   | Kapitän zur See Andreas Martin Seidl  | 6. Mai 2024         | –                 |
| 7   | Kapitän zur See Jens Grimm            | 20. August 2021     | 6. Mai 2024       |
| 6   | Kapitän zur See Eckhard Bödeker       | 1. Juli 2015        | 20. August 2021   |
| 5   | Kapitän zur See Reinhard Wollowski    | 1. September 2011   | 30. Juni 2015     |
| 4   | Kapitän zur See Gerd Kiehnle          | Oktober 2005        | 31. August 2011   |
| 3   | Kapitän zur See Jörg Owen             | 1. April 2002       | Oktober 2005      |
| 2   | Kapitän zur See Stefan Lang           | 1. Januar 1998      | 31. März 2002     |
| 1   | Kapitän zur See Hans-Joachim Oels (1) | 1. Oktober 1997     | 31. Dezember 1997 |

| Nr. | Name                                   | Beginn der Amtszeit | Ende der Amtszeit |
| --- | -------------------------------------- | ------------------- | ----------------- |
| 12  | Kapitän zur See Hans-Joachim Oels      | Oktober 1994        | September 1997    |
| 11  | Kapitän zur See Hans-Joachim Petersen  | Dezember 1989       | September 1994    |
| 10  | Kapitän zur See Karlheinz Max Reichert | April 1986          | Dezember 1989     |
| 9   | Kapitän zur See Hans-Dietrich Meiburg  | April 1984          | März 1986         |
| 8   | Kapitän zur See Klaus-Dieter Sievert   | Oktober 1980        | März 1984         |
| 7   | Kapitän zur See Heinz-Eugen Eberbach   | Oktober 1977        | September 1980    |
| 6   | Kapitän zur See Karl-Theodor Raeder    | April 1973          | September 1977    |
| 5   | Kapitän zur See Jürgen Goetschke       | April 1971          | März 1973         |
| 4   | Kapitän zur See Otto Ites              | Oktober 1968        | März 1971         |
| 3   | Kapitän zur See Heinrich Hoffmann      | April 1963          | September 1968    |
| 2   | Kapitän zur See Hermann Alberts        | Dezember 1956       | März 1963         |
| 1   | Fregattenkapitän Robert Kopp           | April 1956          | November 1956     |